# Forthhere
Forthhere (o Fordhere) fue un obispo medieval de Sherborne en Inglaterra.
Forthhere fue consagrado en el año 709 y se convirtió en obispo de Sherborne tras la muerte de Aldhelm de Malmesbury en el año 710. Murió alrededor del año 737, posiblemente dimitiendo antes de morir ya que su sucesor Herewald aparece en las fuentes en 736. 
La Crónica anglosajona del año 737 informa que emprendió una peregrinación a Roma junto con la reina de Wessex Frithugyth.

## Citas
- Fryde, E. B.; Greenway, D. E.; Porter, S.; Roy, I. (1996). Handbook of British Chronology (Third revised edición). Cambridge: Cambridge University Press. ISBN 0-521-56350-X.